# Riotorto
Riotorto es un municipio español de la provincia de Lugo (Galicia). Pertenece a la Comarca de Meira.

## Geografía humana

### Organización territorial
El municipio está formado por ochenta y cinco entidades de población distribuidas en ocho parroquias:
- Aldurfe (San Pedro)
- Espasande[4] (Santa María)[5][6]
- Ferreiravella (San Xulián)[5]
- Galegos (Santa María)
- Meilán (Santa Marta)[4]
- Mojoeira[4]
- Orrea[4](Santa Columba)[7][5]
- Riotorto (San Pedro)

### Demografía
Cuenta con una población de 1179 habitantes (INE 2024).
| Gráfica de evolución demográfica de Riotorto entre 1842 y 2021                                                        |
| |
| Población de derecho según los censos de población del INE. Población de hecho según los censos de población del INE. |